# Franks Wild Years
Franks Wild Years es el décimo álbum de estudio del músico estadounidense Tom Waits, publicado en 1987 por Island Records. Subtitulado Un Operachi Romantico in Two Acts, el álbum contiene canciones compuestas por Waits y colaboradores, principalmente su mujer Kathleen Breenan, para una obra de teatro homónima. Tanto la obra de teatro como el álbum comparten el título de una canción, "Frank's Wild Years", publicada en el álbum de Waits Swordfishtrombones.
La obra de teatro fue estrenada en el Briar St. Theatre de Chicago, Illinois el 22 de junio de 1986, e interpretada por la compañía de teatro Steppenwolf.
Varias versiones de "Way Down in the Hole" fueron usadas como tema musical para la serie de HBO The Wire, incluyendo la versión original de Waits en la segunda temporada. Las canciones "Temptation" y "Cold Cold Ground" fueron también usadas en el largometraje de Jean-Claude Lauzon Léolo. "Temptation" y "Straight to the Top (Vegas)" fueron incluidas en el filme de 2005 Enron, los tipos que estafaron a América. 

## Lista de canciones
Todos los temas compuestos por Waits excepto donde se anota.

### Cara A
| N.º | Título                              | Escritor(es)     | Duración |  |
| 1.  | «Hang on St. Christopher»           |                  | 2:46     |  |
| 2.  | «Straight to the Top (Rhumba)»      | Waits/Greg Cohen | 2:30     |  |
| 3.  | «Blow Wind Blow»                    |                  | 3:35     |  |
| 4.  | «Temptation»                        |                  | 3:53     |  |
| 5.  | «Innocent When You Dream (Barroom)» |                  | 4:15     |  |
| 6.  | «I'll Be Gone»                      | Waits/Brennan    | 3:12     |  |
| 7.  | «Yesterday Is Here»                 | Waits/Brennan    | 2:29     |  |
| 8.  | «Please Wake Me Up»                 | Waits/Brennan    | 3:36     |  |
| 9.  | «Frank's Theme»                     |                  | 1:49     |  |

### Cara B
| N.º | Título                         | Escritor(es) | Duración |  |
| 1.  | «More Than Rain»               |              | 3:52     |  |
| 2.  | «Way Down In The Hole»         |              | 3:30     |  |
| 3.  | «Straight to the Top (Vegas)»  | Waits/Cohen  | 3:26     |  |
| 4.  | «I'll Take New York»           |              | 3:58     |  |
| 5.  | «Telephone Call from Istanbul» |              | 3:12     |  |
| 6.  | «Cold Cold Ground»             |              | 4:07     |  |
| 7.  | «Train Song»                   |              | 3:20     |  |
| 8.  | «Innocent When You Dream (78)» |              | 3:08     |  |

## Personal
- Jay Anderson: bajo
- Michael Blair: batería, conga, percusión, maracas, marimba y glockenspiel
- Kathleen Brennan: arreglos vocales
- Angela Brown: coros
- Ralph Carney: saxofón, violín y saxofón tenor
- Greg Cohen: bajo, cuerno alto, arreglos de viento
- David Hidalgo: acordeón
- Leslie Holland: coros
- Lynne Jordan: coros
- Marc Ribot: guitarra y banjo
- William Schimmel: piano, pump organ, acordeón y cocktail piano
- Larry Taylor: bajo y contrabajo
- Moris Tepper: guitarra
- Francis Thumm: piano y pump organ
- Tom Waits: voz, pump organ, guitarra, optigan, piano, farfisa, melotrón, batería, conga y pandereta